# Thuja koraiensis
Thuja koraiensis là một loài thực vật hạt trần trong họ Cupressaceae. Loài này được Nakai mô tả khoa học đầu tiên năm 1919.
Đây là loài bản địa bán đảo Triều Tiên và cực Đông Bắc Trung Quốc (núi Trường Bạch). Tình trạng loài này hiện tại vẫn chưa được biết đến; số lượng nhỏ ở Trung Quốc được bảo vệ ở Khu bảo tồn thiên nhiên Trường Bạch Sơn, quần thể nhỏ trong Khu bảo tồn Thiên nhiên Soraksan ở phía bắc Triều Tiên, nhưng hầu hết các phạm vi của loài này ở Bắc Triều Tiên là không được bảo vệ và bị đe dọa do mất môi trường sống.
Nó là một loài cây bụi thường xanh hoặc cây nhỏ cao tới 3–10 m. 